# Beeston St Andrew
Beeston St Andrew – wieś w Anglii, w hrabstwie Norfolk, w dystrykcie Broadland. Leży 7 km na północny wschód od Norwich i 165 km na północny wschód od Londynu.
Miejscowość liczy 39 mieszkańców.